# Alexander Stephan (Germanist)
Alexander Stephan (* 16. August 1946 in Lüdenscheid; † 29. Mai 2009 in Berlin) war ein deutsch-amerikanischer Germanist.

## Leben

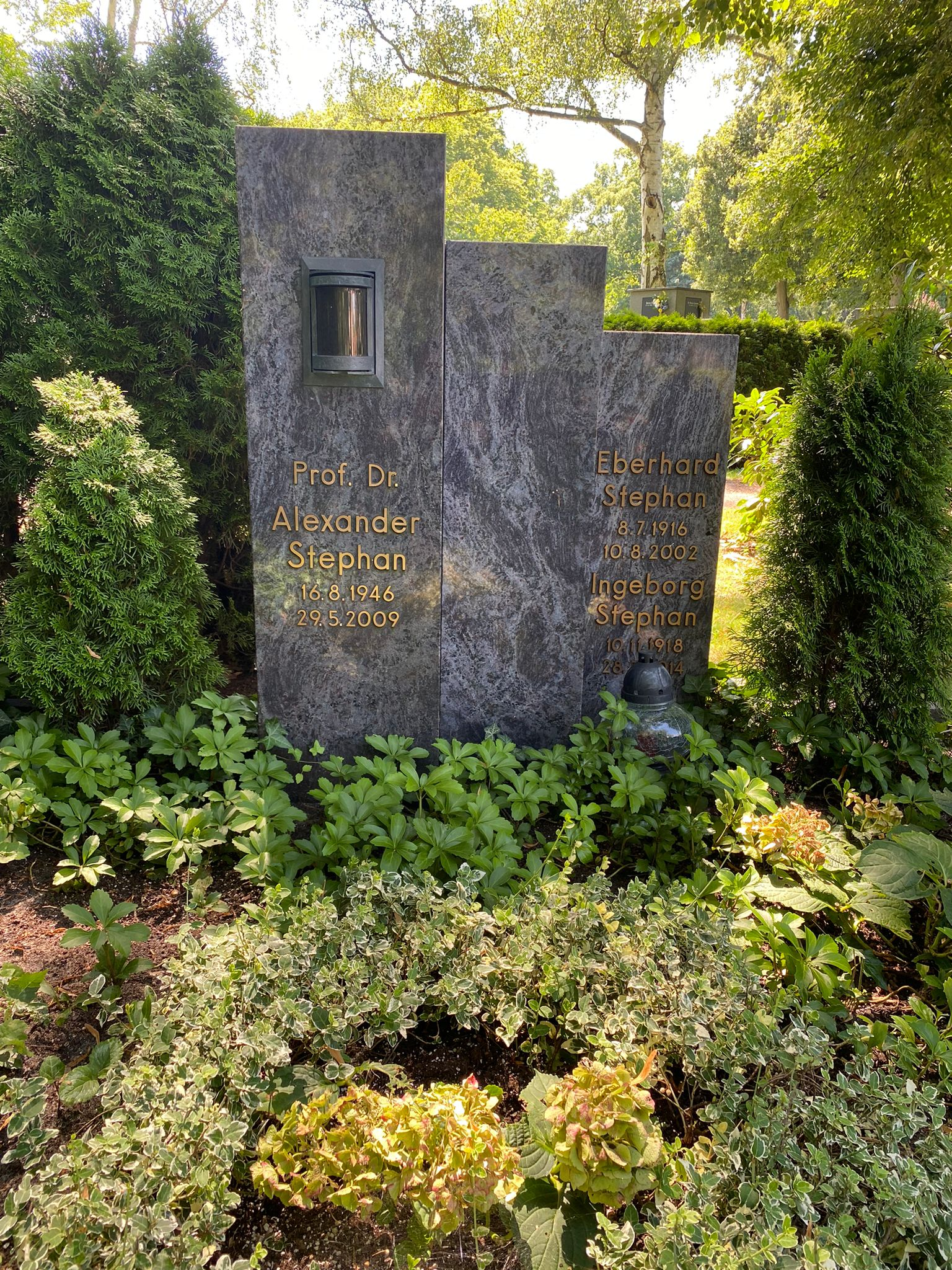
Grabstätte auf dem Waldfriedhof Grünau

Alexander Stephan war Professor, Ohio Eminent Scholar und Senior Fellow des Mershon Centers for International Security Studies an der Ohio State University.
Stephan hatte Amerikanistik und Germanistik an der Freien Universität in Berlin und an der University of Michigan studiert und an der Princeton University promoviert. Er lehrte in Princeton, der University of California, Los Angeles (UCLA) und der University of Florida. An der Ohio State University nahm Stephan zuletzt eine Forschungsprofessur in Literaturwissenschaften wahr.
Als Germanist beschäftigte sich Stephan mit moderner deutscher Literatur und „area studies“. Seine wissenschaftlichen Schwerpunkte lagen in den Bereichen Exilforschung, Literatur der Weimarer Republik und DDR-Literatur. Er hatte Monographien zu Anna Seghers, Christa Wolf, Max Frisch und Peter Weiss veröffentlicht. Stephan war der erste deutsche Literaturwissenschaftler, der Zugang zu den FBI-Akten exilierter deutscher Schriftsteller wie z. B. Brecht, Feuchtwanger, Mann und Seghers erhielt. Seine Auswertungen dieser Akten zeigten, wie gespannt das Verhältnis der amerikanischen Behörden zu den aus Nazideutschland vertriebenen Schriftstellern war.
Im Mershon Center konzentrierte sich Stephan auf die Bereiche International Security und europäisch-amerikanische Beziehungen. Er hatte sich mit dem Einfluss der amerikanischen Kultur auf die DDR beschäftigt und fünf Essaysammlungen über Amerikanisierung und Antiamerikanismus in Deutschland und Europa nach 1945 ediert.
Stephan war Gründer der Buchreihe Exilstudien/Exile Studies, Mitglied des Deutschen P.E.N. Zentrums und Stipendiat u. a. der Guggenheim-Stiftung und der Alexander von Humboldt-Stiftung. Seine Publikationen wurden im deutschen Fernsehen und in CNN, in Zeitschriften wie Der Spiegel und in internationalen Zeitungen wie The New York Times, The New York Review of Books, The Nation, The Guardian diskutiert.
Im Jahre 2007 erschien eine Festschrift für Stephan, Kulturpolitik und Politik der Kultur/Cultural Politics and the Politics of Culture (Oxford), die von Helen Fehervary und Bernd Fischer herausgegeben wurde.
Seine Witwe Halina Stephan ist Professorin für Slawistik an der Ohio State University. Sie arbeitet über russische Avantgarde und polnisches Theater und ist Direktor des OSU Center for Slavic and East European Studies.
Seine letzte Ruhestätte fand Alexander Stephan auf dem Waldfriedhof Grünau.

## Werke
Bücher
- Überwacht. Ausgebürgert. Exiliert. Schriftsteller und der Staat. Bielefeld, 2007.
- Im Visier des FBI. Deutsche Exilschriftsteller in den Akten amerikanischer Geheimdienste. Stuttgart, 1995; Berlin, 1998 (Tb., veränderte Aufl.); engl. als Communazis. FBI Surveillance of German Emigré Writers. New Haven, 2000.
- Anna Seghers: 'Das siebte Kreuz'. Welt und Wirkung eines Romans. Berlin, 1997 ISBN 3-7466-5199-9.
- Anna Seghers im Exil. Bonn, 1993.
- Max Frisch. München, 1983.
- Christa Wolf. München, 1976, 4., erweit. und veränderte Aufl. 1991.
- Die deutsche Exilliteratur. München, 1979.

Editionen
- America on my mind. Zur Amerikanisierung der deutschen Kultur seit 1945. (mit Jochen Vogt), München, 2006.
- The Americanization of Europe: Culture, Diplomacy, and Anti-Americanism after 1945. New York, 2006, Tb. 2007.
- Das Amerika der Autoren. Von Kafka bis 09/11. München, 2006.
- Exile and Otherness: New Approaches to the Experience of the Nazi Refugees. Oxford, 2005.
- Refuge and Reality: Feuchtwanger and the European Émigrés in California. (mit Pól O’Dochartaigh) Amsterdam, 2005.
- Americanization and Anti-Americanism. The German Encounter with American Culture After 1945. New York, 2005, Tb. 2007.
- Anna Seghers, Die Entscheidung. Roman. Werkausgabe, Bd. I, 7. Berlin, 2003.
- Döblin, L. Feuchtwanger, A. Seghers, A. Zweig, Early 20th Century German Fiction. New York, 2003, Tb. 2003.
- Jeans, Rock und Vietnam. Amerikanische Kultur in der DDR. (mit Therese Hörnigk), Berlin, 2002.
- ‘Rot = Braun’? Brecht Dialog 2000. Nationalsozialismus und Stalinismus bei Brecht und Zeitgenossen. (mit Therese Hörnigk) Berlin, 2000.
- Uwe Johnson, Speculations About Jakob and Other Writings. New York, 2000, Tb. 2000.
- Themes and Structures. Studies in German Literature from Goethe to the Present. A Festschrift for Theodore Ziolkowski. Columbia, 1997.
- Ulrich Plenzdorf, Günter Kunert, Anna Seghers, und others, The New Sufferings of Young W. and Other Stories from the German Democratic Republic. (mit Therese Hörnigk) New York, 1997, Tb. 1997.
- Christa Wolf: The Author’s Dimension. Selected Essays. New York und London, 1993; Chicago, 1995.
- Herausgeber von Exilstudien/Exile Studies. A Monograph Series. New York, 1993ff. (Bde. 1–10, Bd. 11 in Vorbereitung).
- Exil. Literatur und die Künste nach 1933. Bonn, 1990.
- Schreiben im Exil. Zur Ästhetik der deutschen Exilliteratur 1933–1945. (mit Hans Wagener) Bonn, 1985.
- Peter Weiss. Die Ästhetik des Widerstands. Frankfurt, 1983, 2. Aufl. 1987, 3. Aufl. 1990.

TV
- Left Behind: Popular culture, religiöser Fundamentalismus und Politik in den USA des George W. Bush, TV Vortrag, 2005.
- Thomas Mann und der CIA, TV Feature, 2002.
- Exilanten und der CIA, TV Feature, 2002.
- Brecht und das FBI, TV Feature, 2001.
- Im Visier des FBI. Deutsche Autoren im US-Exil, TV-Film (mit Johannes Eglau), 1995.